# Pokrowskoje (obwód tiumeński)
Pokrowskoje (ros. Покровское) – wieś (ros. село, trb. sieło) w rejonie jarkowskim, w obwodzie tiumeńskim, w Rosji. Miejsce narodzin Grigorija Rasputina. 

## Klimat

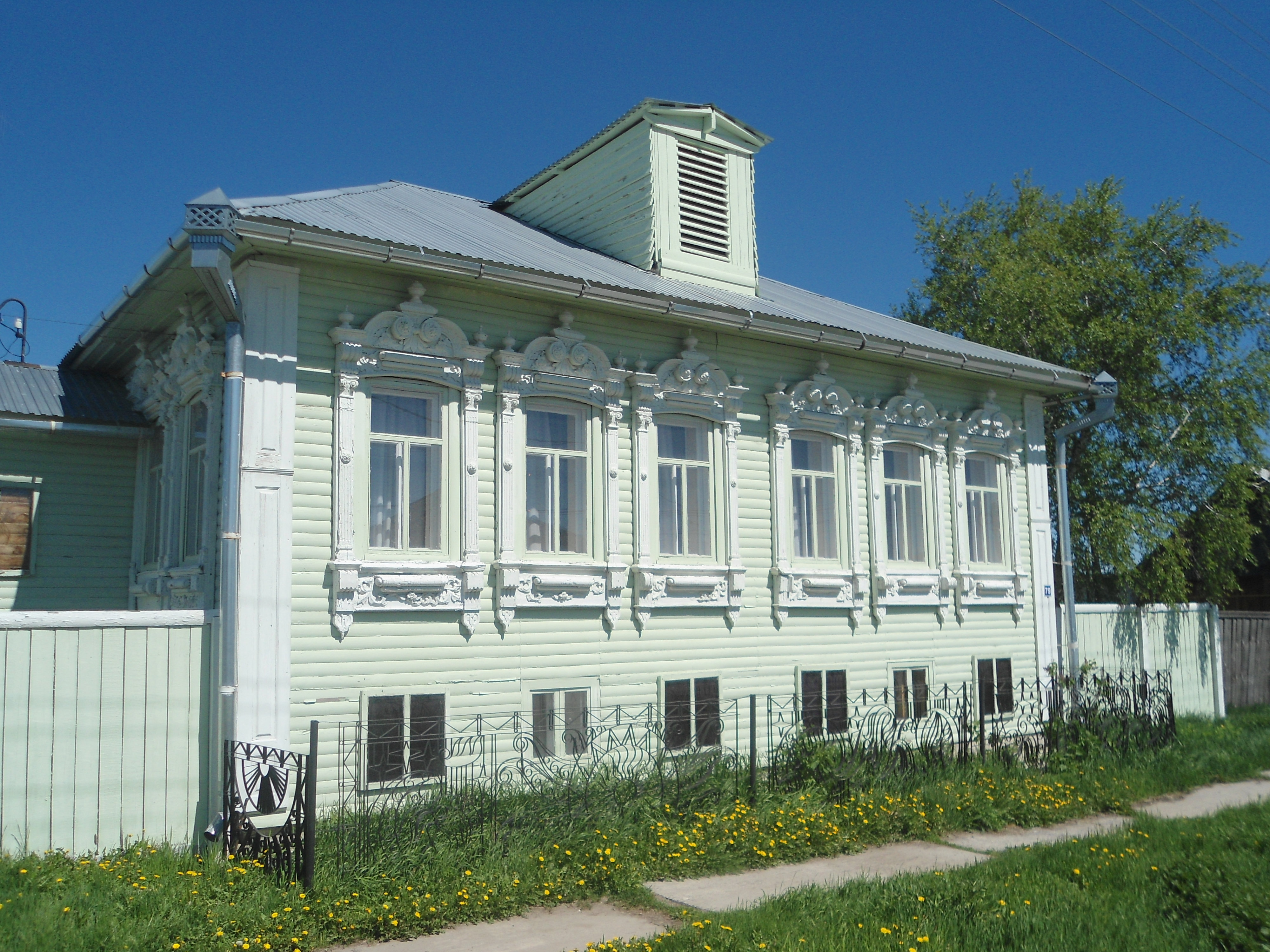
Muzeum Rasputina

| Miesiąc                                | Sty   | Lut   | Mar   | Kwi  | Maj  | Cze  | Lip  | Sie  | Wrz  | Paź  | Lis   | Gru   |
| -------------------------------------- | ----- | ----- | ----- | ---- | ---- | ---- | ---- | ---- | ---- | ---- | ----- | ----- |
| Średnie temperatury w dzień [°C]       | -14.1 | -11.9 | -3.0  | 7.5  | 16.1 | 21.6 | 23.8 | 20.1 | 14.4 | 4.4  | -5.0  | -10.8 |
| Średnie dobowe temperatury [°C]        | -18.2 | -16.5 | -8.1  | 2.7  | 10.4 | 16.2 | 18.8 | 15.3 | 9.8  | 1.1  | -8.3  | -14.6 |
| Średnie temperatury w nocy [°C]        | -22.3 | -21.1 | -13.1 | -2.0 | 4.8  | 10.8 | 13.8 | 10.5 | 5.3  | -2.1 | -11.6 | -18.4 |
| Opady [mm]                             | 25    | 17    | 16    | 26   | 40   | 62   | 87   | 62   | 48   | 39   | 34    | 28    |
| Źródło: climate-data.org 22 marca 2018 |       |       |       |      |      |      |      |      |      |      |       |       |